# Locked-in Syndrome (film)
Pour l’article homonyme, voir Locked-in syndrome.
Pour plus de détails, voir Fiche technique et Distribution.
Locked-in Syndrome est un court métrage français réalisé par Emmanuel Caussé et Éric Martin, sorti en 2001. 
Il a été sélectionné dans de nombreux festivals et en particulier en compétition internationale au Festival international du court métrage de Berlin (Interfilm), au Festival international du court métrage de Huesca et au Festival de Fort-Lauderdale en 2002.

## Synopsis
Un homme zappe devant sa télé. Il est dans un fauteuil roulant. Sa télécommande tombe en panne. Ce qui pour tout un chacun est un incident fortuit, devient pour lui un véritable cauchemar.

## Fiche technique
- Titre : Locked-In Syndrome
- Réalisation, scénario et dialogues : Emmanuel Caussé et Éric Martin
- Photo : Christophe Paturange
- Son : Dominique Lacour, Guillaume Limberger
- Montage : Matthieu Desport
- Musique : Rémi Caussé
- Producteur : Dideba Productions
- Pays d'origine : France
- Langue : français
- Format : 35 mm, Cinémascope
- Dates de sortie : 2001

## Distribution
- Jacques Pépion : Monsieur Robert
- Sylvie Holodenko : L'aide-soignante